# Parafia św. Jozafata Męczennika w Stargardzie
Parafia Świętego Jozafata Męczennika w Stargardzie – greckokatolicka parafia w Stargardzie. Parafia należy do eparchii wrocławsko-koszalińskiej i znajduje się na terenie dekanatu koszalińskiego.

## Historia parafii
Parafia Greckokatolicka pw. Św. Jozafata Męczennika funkcjonuje od 1957 r., księgi metrykalne są prowadzone od roku 1957.

## Świątynia parafialna
Cerkiew greckokatolicka znajduje się w Stargardzie przy ul. Młyńskiej 36.